# Edvard Vilhelm Sjöblom
Edvard Vilhelm Sjöblom (Eriksson), född 30 september 1862 i Vittinge församling, Västmanlands län, död av Malaria 20 januari 1903 i Ikoko, Belgiska Kongo, var en svensk missionär i Fristaten Kongo.

## Utbildning
Sjöblom studerade vid Betelseminariet 1887-1891. Betelseminariet var Svenska baptistsamfundets eget seminarium för predikantutbildning. Därefter reste han till London och läste vid Henry Grattan Guinness missionsinstitut 1891-1892.

## Missionär i Kongo
Han kom till Kongostaten 31 juli 1892 på uppdrag av Svenska baptistsamfundet och blev därmed samfundets första kongomissionär. Inledningsvis arbetade han för Balolomissionen vilket följdes av arbete i Övre Kongo för Amerikanska nordstatsbaptisternas mission vid Ikoko missionsstation. År 1896 skrev han en artikel i Veckoposten, de svenska baptisternas tidning där han riktade skarp kritik mot hur Kongos befolkning behandlades. Året därpå framträdde han inför Aboriginal Protection Society i London och höll ett tal som fick mycket uppmärksamhet. Under åren 1897-1899 var han i Sverige.
Han var gift från 1901-07-13 med missionärsjuksköterskan Maria Ebonne Johansson (1869–1956) som var med honom i Kongo. Efter Sjöbloms död sålde Ebonne samlingar från Kongo till Etnografiska museet vilket finansierades av greve Eric von Rosen.